# لويد كاوفمان
لويد كاوفمان (بالإنجليزية: Lloyd Kaufman)‏ هو مونتير وكاتب سيناريو وملحن ومنتج أفلام ومخرج وممثل أمريكي، ولد في 30 ديسمبر 1945 بنيويورك في الولايات المتحدة.

## أعمال

### أفلام
- (1976) روكي[4][5][6]
- (1990) روكي 5[7][8][9]
- (2006) سليثر[10]
- (2009) جيمر[11][12]
- (2009)  فولت عالي[13]
- (2010) فأس II
- (2014) حراس المجرة[14][15][16][17][18]
- (2019)  ذا كومنغ رايس[19]

## وصلات خارجية
- لويد كاوفمان على موقع IMDb (الإنجليزية)
- لويد كاوفمان على موقع ألو سيني (الفرنسية)
- لويد كاوفمان على موقع أول موفي (الإنجليزية)
- لويد كاوفمان على موقع قاعدة بيانات الأفلام السويدية (السويدية)
- لويد كاوفمان على موقع إن إن دي بي (الإنجليزية)
- لويد كاوفمان على موقع قاعدة بيانات الفيلم (الإنجليزية)
- لويد كاوفمان على موقع كينوبويسك (الروسية)